# Parafia Świętych Apostołów Piotra i Pawła w Skrzynkach
Parafia Świętych Apostołów Piotra i Pawła w Skrzynkach – parafia rzymskokatolicka, znajdująca się w diecezji włocławskiej, w dekanacie kowalskim. 

## Duszpasterze
- proboszcz: ks. Włodzimierz Lewandowski (od 2003)

## Kościoły
- kościół parafialny: Kościół Świętych Apostołów Piotra i Pawła w Skrzynkach